# Премія «Оскар» за найкращу операторську роботу
Премія «Оскар» за найкращу операторську роботу — престижна нагорода Американської академії кіномистецтва, яку присуджують щорічно.

## Історія
Дана премія деякий час вручалася без попередніх номінацій. З 1930 по 1967 роки (з єдиним винятком у 1957 році) були окремі премії за чорно-білі і кольорові фільми. Коли поділ скасували, єдиним чорно-білим фільмом, який удостоївся премії, був «Список Шиндлера» (1993).
Всі роботи, які удостоїлися премії, збереглися, проте ряд стрічок, які були серед номінантів в перші роки існування премії, загублені. Серед них «Диявольська танцівниця» (1927), «Чарівне полум'я» (1927) та «Чотири дияволи» (1928). Деякі роботи, такі як «Право любити» (1930) і «Седі Томпсон (1927), дійшли до наших днів не повністю.

## Переможці та номінанти
Переможці вказуються першими у кольоровому рядку, а за ними — інші кандидати.

### 1920-ті
| Церемонія                                                 | Фільм                     | Оператор(и) |
| --------------------------------------------------------- | ------------------------- | ----------- |
| 1-ша (1929)                                               |                           |             |
| ★ «Схід: Пісня двох людей»                                | Чарльз Рошер, Карл Страсс |             |
| «Диявольська танцівниця» «Чарівне полум'я» «Седі Томпсон» | Джордж Барнс              |             |

### 1930-ті
| Церемонія                        | Фільм                             | Оператор(и)                    |
| -------------------------------- | --------------------------------- | ------------------------------ |
| 2-га (1930)                      |                                   |                                |
| ★ «Білі тіні південних морів»    | Клайд Де Вінна                    |                                |
| «Наші танцюючі дочки»            | Джордж Барнс                      |                                |
| «У старій Арізоні»               | Артур Ідісон                      |                                |
| «Чотири дияволи»                 | Ернест Палмер                     |                                |
| «Вуличний ангел»                 | Ернест Палмер                     |                                |
| «Божественна леді»               | Джон Ф. Сайц                      |                                |
| 3-тя (1931)                      |                                   |                                |
| ★ «З Бердом на Південний полюс»  | Джозеф Ракер, Віллард ван дер Вір |                                |
| «Анна Крісті»                    | Вільям Г. Деніелс                 |                                |
| «Ангели пекла»                   | Тоні Гаудіо, Гаррі Перрі          |                                |
| «На західному фронті без змін»   | Артур Ідісон                      |                                |
| «Парад кохання»                  | Віктор Мілнер                     |                                |
| 4-та (1932)                      |                                   |                                |
| ★ «Табу»                         | Флойд Кросбі                      |                                |
| «Марокко»                        | Лі Ґармс                          |                                |
| «Право любити»                   | Чарльз Ленг                       |                                |
| «Свенгалі»                       | Барні МакГілл                     |                                |
| «Сімаррон»                       | Едвард Кронджагер                 |                                |
| 5-та (1933)                      |                                   |                                |
| ★ «Шанхайський експрес»          | Лі Ґармс                          |                                |
| «Доктор Джекілл та містер Гайд»  | Карл Страсс                       |                                |
| «Ерровсміт»                      | Рей Джун                          |                                |
| 6-та (1934)                      |                                   |                                |
| ★ «Прощавай, зброє»              | Чарльз Ленг                       |                                |
| «Возз'єднання у Відні»           | Джордж Дж. Фолсі                  |                                |
| «Хресне знамення»                | Карл Страсс                       |                                |
| 7-ма (1935)                      |                                   |                                |
| ★ «Клеопатра»                    | Віктор Мілнер                     |                                |
| «Оператор 13»                    | Джордж Дж. Фолсі                  |                                |
| «Романи Челліні»                 | Чарльз Рошер                      |                                |
| 8-ма (1936)                      |                                   |                                |
| ★ «Сон літньої ночі»             | Гел Мор                           |                                |
| «Право любити»                   | Чарльз Ленг                       |                                |
| «Знедолені»                      | Грегг Толанд                      |                                |
| «Хрестовий похід»                | Віктор Мілнер                     |                                |
| «Варварське узбережжя»           | Рей Джун                          |                                |
| 9-та (1937)                      | Чорно-білий                       | Чорно-білий                    |
| 9-та (1937)                      | ★ «Ентоні нещасний»               | Тоні Гаудіо                    |
| 9-та (1937)                      | «Генерал помер на світанку»       | Віктор Мілнер                  |
| 9-та (1937)                      | «Чудова інсинуація»               | Джордж Дж. Фолсі               |
| 9-та (1937)                      | Кольоровий (спеціальна відзнака)  |                                |
| 9-та (1937)                      | «Сад Аллаха»                      | В. Говард Грін, Гарольд Россон |
| 10-та (1938)                     | Чорно-білий                       | Чорно-білий                    |
| 10-та (1938)                     | ★ «Добра Земля»                   | Карл Фройнд                    |
| 10-та (1938)                     | «Тупик»                           | Грегг Толанд                   |
| 10-та (1938)                     | «Крила над Гонолулу»              | Йосиф Валентин                 |
| 10-та (1938)                     | Кольоровий (спеціальна відзнака)  |                                |
| 10-та (1938)                     | «Народження зірки»                | В. Говард Грін                 |
| 11-та (1939)                     |                                   |                                |
| Чорно-білий                      |                                   |                                |
| ★ «Великий вальс»                | Джозеф Руттенберг                 |                                |
| «Алжир»                          | Джеймс Вонг Хоу                   |                                |
| «Армійська дівчина»              | Ернест Міллер, Гаррі Дж. Вайлд    |                                |
| «Буккер»                         | Віктор Мілнер                     |                                |
| «Єзавель»                        | Ернест Галлер                     |                                |
| «Божевільна музика»              | Йосиф Валентин                    |                                |
| «Весело ми живемо»               | Норберт Бродіне                   |                                |
| «Суец»                           | Певерелл Марлі                    |                                |
| «Жвава леді                      | Роберт Де Грассе                  |                                |
| «З собою не забрати»             | Джозеф Волкер                     |                                |
| «Молоді серцем»                  | Леон Шамрой                       |                                |
| Кольоровий (спеціальна відзнака) |                                   |                                |
| «Милі»                           | Олівер Марш та Аллен Дейві        |                                |

### 1940-ві
| Церемонія                             | Фільм                                           | Оператор(и) |
| ------------------------------------- | ----------------------------------------------- | ----------- |
| 12-та (1940)                          |                                                 |             |
| Чорно-білий                           |                                                 |             |
| ★ «Буремний перевал»                  | Грегг Толанд                                    |             |
| «Диліжанс»                            | Берт Гленон                                     |             |
| Кольоровий                            |                                                 |             |
| ★ «Звіяні вітром»                     | Ернест Галлер, Рей Реннаган                     |             |
| «Приватне життя Єлизавети та Ессекса» | Сол Політо, В. Говард Грін                      |             |
| 13-та (1941)                          |                                                 |             |
| Чорно-білий                           |                                                 |             |
| ★ «Ребекка»                           | Джордж Барнс                                    |             |
| «Ейб Лінкольн в Іллінойсі»            | Джеймс Вонг Хоу                                 |             |
| «Все це, і небеса теж»                | Ернест Галлер                                   |             |
| «Воскресни, кохання моє»              | Чарльз Ленг                                     |             |
| «Місто буму»                          | Гарольд Россон                                  |             |
| «Іноземний кореспондент»              | Рудольф Мате                                    |             |
| «Лист»                                | Тоні Гаудіо                                     |             |
| «Довгий шлях додому»                  | Грегг Толанд                                    |             |
| «Весняний парад»                      | Джозеф Валентайн                                |             |
| «Міст Ватерлоо»                       | Джозеф Руттенберг                               |             |
| Кольоровий                            |                                                 |             |
| ★ «Багдадський злодій»                | Жорж Періналь                                   |             |
| «Гірка солодкість»                    | Олівер Т. Марш, Аллен М. Дейві                  |             |
| «Синій птах»                          | Артур Міллер, Рей Реннахан                      |             |
| «Навіть по-аргентинськи»              | Леон Шамрой, Рей Реннахан                       |             |
| «Північно-Західна кінна поліція»      | Віктор Мілнер, В. Говард Грін                   |             |
| «Північно-Західний прохід»            | Сідні Вагнер, Вільям В. Скалл                   |             |
| 14-та (1942)                          |                                                 |             |
| Чорно-білий                           |                                                 |             |
| ★ «Якою зеленою була моя долина»      | Артур Міллер                                    |             |
| «Шоколадний солдат»                   | Карл Фройнд                                     |             |
| Громадянин Кейн»                      | Грегг Толанд                                    |             |
| «Доктор Джекілл і Містер Хайд»        | Джозеф Руттенберг                               |             |
| «Ось приходить містер Джордан»        | Джозеф Волкер                                   |             |
| «Стримай світанок»                    | Лео Товер                                       |             |
| «Сержант Йорк»                        | Сол Політо                                      |             |
| «Серенада сонячної долини»            | Едвард Кронджагер                               |             |
| «Захід»                               | Чарльз Ленг                                     |             |
| «Та жінка Гамільтон»                  | Рудольф Мате                                    |             |
| Кольоровий                            |                                                 |             |
| ★ «Кров і пісок»                      | Ернест Палмер, Рей Реннаган                     |             |
| «Алома Південного моря»               | Вілфред М. Клайн, Вільям Снайдер, Карл Страсс   |             |
| «Малюк Біллі»                         | Вільям В. Скалл, Леонард Сміт                   |             |
| «Квіти в пилу»                        | Карл Фройнд, В. Говард Грін                     |             |
| «Бомбардувальник, що пікірує»         | Берт Гленон                                     |             |
| «Луїзіанська покупка»                 | Гаррі Галленбергер, Рей Реннаган                |             |
| 15-та (1943)                          |                                                 |             |
| Чорно-білий                           |                                                 |             |
| ★ «Місис Мінівер»                     | Джозеф Руттенберг                               |             |
| «Кінгз Роу»                           | Джеймс Вонг Хоу                                 |             |
| «Чудові Амберсони»                    | Стенлі Кортез                                   |             |
| «Місячний місяць»                     | Чарльз Г. Кларк                                 |             |
| «Флейтист»                            | Едвард Кронджагер                               |             |
| «Гордість Янкі»                       | Рудольф Мате                                    |             |
| «Візьми листа, кохана»                | Джон Дж. Месколл                                |             |
| «Розмови про місто»                   | Тед Тецлафф                                     |             |
| «Десять джентльменів з Вест-Пойнта»   | Леон Шамрой                                     |             |
| «Це понад усе»                        | Артур Міллер                                    |             |
| Кольоровий                            |                                                 |             |
| ★ «Чорний лебідь»                     | Леон Шамрой                                     |             |
| «Арабські ночі»                       | Мілтон Краснер, Вільям В. Скалл, В. Говард Грін |             |
| «Капітани хмар»                       | Сол Політо                                      |             |
| «Книга джунглів»                      | Говард Грін                                     |             |
| «Пожинаючи плоди дикого вітру»        | Віктор Мілнер, Вільям В. Скалл                  |             |
| «До берегів Триполі»                  | Едвард Кронджагер, Вільям В. Скалл              |             |
| 16-та (1944)                          |                                                 |             |
| Чорно-білий                           |                                                 |             |
| ★ «Пісня Бернадетти»                  | Артур Міллер                                    |             |
| «Повітряні сили»                      | Джеймс Вонг Хоу, Елмер Дайер, Чарльз Маршалл    |             |
| «Касабланка»                          | Артур Едесон                                    |             |
| «Корвет К-225»                        | Тоні Гаудіо                                     |             |
| «П'ять могил до Каїра»                | Джон Франсіс Сайтс                              |             |
| «Людська комедія»                     | Гаррі Страдлінг                                 |             |
| «Мадам Кюрі»                          | Джозеф Руттенберг                               |             |
| «Полярна зірка»                       | Джеймс Вонг Хоу                                 |             |
| «Сахара»                              | Рудольф Мате                                    |             |
| «Так гордо ми вітаємо!»               | Чарльз Ленг                                     |             |
| Кольоровий                            |                                                 |             |
| ★ «Привид опери»                      | Гел Мор, В. Говард Грін                         |             |
| «По кому подзвін»                     | Рей Реннахан                                    |             |
| «Небеса можуть зачекати»              | Едвард Кронджагер                               |             |
| «Привіт, Фріско, привіт»              | Чарльз Г. Кларк, Аллен М. Дейві                 |             |
| «Лессі повертається додому»           | Леонард Сміт                                    |             |
| «Тисячі привітань»                    | Джордж Фолсі                                    |             |
| 17-та (1945)                          |                                                 |             |
| Чорно-білий                           |                                                 |             |
| ★ «Лора»                              | Джозеф Лашелл                                   |             |
| «Подвійна страховка»                  | Джон Франсіс Сайтс                              |             |
| «Драконяче насіння»                   | Сідні Ваґнер                                    |             |
| «Газове світло»                       | Джозеф Руттенберг                               |             |
| «Йти своїм шляхом»                    | Лайонел Ліндон                                  |             |
| «Рятувальний човен»                   | Глен Маквільямс                                 |             |
| «Відтоді, як ти пішов»                | Стенлі Кортез, Лі Гармс                         |             |
| «Тридцять секунд над Токіо»           | Роберт Суртіс, Гарольд Россон                   |             |
| «Непрохані»                           | Чарльз Ленг                                     |             |
| «Білі скелі Дувра»                    | Джордж Фолсі                                    |             |
| Кольоровий                            |                                                 |             |
| ★ «Вілсон»                            | Леон Шамрой                                     |             |
| «Дівчина з обкладинки»                | Рудольф Мате, Аллен М. Дейві                    |             |
| «Дім в Індіані»                       | Едвард Кронджагер                               |             |
| «Кісмет»                              | Чарльз Рошер                                    |             |
| «Леді в темряві»                      | Рей Реннахан                                    |             |
| «Зустрінь мене в Сент-Луїсі»          | Джордж Фолсі                                    |             |
| 18-та (1946)                          |                                                 |             |
| Чорно-білий                           |                                                 |             |
| ★ «Портрет Доріана Грея»              | Гаррі Страдлінг                                 |             |
| «Ключі від королівства»               | Артур Міллер                                    |             |
| «Втрачений вікенд»                    | Джон Франсіс Сайтс                              |             |
| «Мілдред Пірс»                        | Ернест Галлер                                   |             |
| «Заворожений»                         | Джордж Барнс                                    |             |
| Кольоровий                            |                                                 |             |
| ★ «Залиш її на небесах»               | Леон Шамрой                                     |             |
| «Підняти якорі»                       | Роберт Г. Планк, Чарльз П. Бойл                 |             |
| «Національний оксамит»                | Леонард Сміт                                    |             |
| «Пісня на пам'ять»                    | Тоні Гаудіо, Аллен М. Дейві                     |             |
| «Іспанська головна»                   | Джордж Барнс                                    |             |
| 19-та (1947)                          |                                                 |             |
| Чорно-білий                           |                                                 |             |
| ★ «Анна і король Сіама»               | Артур Міллер                                    |             |
| «Зелені роки»                         | Джордж Дж. Фолсі                                |             |
| Кольоровий                            |                                                 |             |
| ★ «Оленятко»                          | Чарльз Рошер, Леонард Сміт, Артур Арлінг        |             |
| «Історія Джолсона»                    | Джозеф Волкер                                   |             |
| 20-та (1948)                          |                                                 |             |
| Чорно-білий                           |                                                 |             |
| ★ «Великі сподівання»                 | Гай Грін                                        |             |
| «Привид і місіс Муїр»                 | Чарльз Ленг                                     |             |
| «Вулиця Зеленого дельфіна»            | Джордж Дж. Фолсі                                |             |
| Кольоровий                            |                                                 |             |
| ★ «Чорний нарцис»                     | Джек Кардіфф                                    |             |
| «Життя з батьком»                     | Певерелл Марлі, Вільям В. Скалл                 |             |
| «Мама носила колготки»                | Гаррі Джексон                                   |             |
| 21-ша (1949)                          |                                                 |             |
| Чорно-білий                           |                                                 |             |
| ★ «Голе місто»                        | Вільям Г. Деніелс                               |             |
| «Джонні Белінда»                      | Тед Д. МакКорд                                  |             |
| «Закордонна справа»                   | Чарльз Ленг                                     |             |
| «Портрет Дженні»                      | Йосип Август                                    |             |
| «Я пам'ятаю маму»                     | Микола Мусурака                                 |             |
| Кольоровий                            |                                                 |             |
| ★ «Жанна д'Арк»                       | Джозеф Валентин, Вільям В. Скалл, Вінтон К. Хох |             |
| «Зелена трава Вайомінга»              | Чарльз Г. Кларк                                 |             |
| «Кохання Кармен»                      | Вільям Снайдер                                  |             |
| «Три мушкетери»                       | Роберт Планк                                    |             |

### 1950-ті
| Церемонія                            | Фільм                              | Оператор(и) |
| ------------------------------------ | ---------------------------------- | ----------- |
| 22-га (1950)                         |                                    |             |
| Чорно-білий                          |                                    |             |
| ★ «Поле битви»                       | Пол Фоґель                         |             |
| «Чемпіон»                            | Франц Планер                       |             |
| «Заходьте до стайні»                 | Джозеф Лашелл                      |             |
| «Спадкоємиця»                        | Лео Товер                          |             |
| «Принц лисиць»                       | Леон Шамрой                        |             |
| Кольоровий                           |                                    |             |
| ★ «Вона носила жовту стрічку»        | Вінтон Хох                         |             |
| «Барклі з Бродвею»                   | Гаррі Страдлінг                    |             |
| «Джолсон знову співає»               | Вільям Е. Снайдер                  |             |
| «Маленькі жінки»                     | Роберт Планк, Чарльз Шенбаум       |             |
| «Пісок»                              | Чарльз Г. Кларк                    |             |
| 23-тя (1951)                         |                                    |             |
| Чорно-білий                          |                                    |             |
| ★ «Третя людина»                     | Роберт Краскер                     |             |
| «Все про Єву»                        | Мілтон Краснер                     |             |
| «Асфальтові джунглі»                 | Гарольд Россон                     |             |
| «Фурії»                              | Віктор Мілнер                      |             |
| «Бульвар Сансет»                     | Джон Франсіс Сайтс                 |             |
| Кольоровий                           |                                    |             |
| ★ «Копальні царя Соломона»           | Роберт Суртіс                      |             |
| «Енні отримує вашу зброю»            | Чарльз Рошер                       |             |
| «Зламана стріла»                     | Ернест Палмер                      |             |
| «Полум'я і стріла»                   | Ернест Галлер                      |             |
| «Самсон і Даліла»                    | Джордж Барнс                       |             |
| 24-та (1952)                         |                                    |             |
| Чорно-білий                          |                                    |             |
| ★ «Місце під сонцем»                 | Вільям Меллор                      |             |
| «Незнайомці в потягу»                | Роберт Беркс                       |             |
| «Смерть комівояжера»                 | Франц Планер                       |             |
| «Трамвай „Бажання“»                  | Гаррі Стредлінг                    |             |
| «Водолази»                           | Норберт Бродайн                    |             |
| Кольоровий                           |                                    |             |
| ★ «Американець у Парижі»             | Альфред Гілкс; балет: Джон Олтон   |             |
| «Театр на плаву»                     | Чарльз Рошер                       |             |
| «Камо грядеши»                       | Роберт Сертіс, Вільям В. Скалл     |             |
| «Коли світи зіштовхнуться»           | Джон Франсіс Сайтс, В. Говард Грін |             |
| «Давид і Вірсавія »                  | Леон Шамрой                        |             |
| 25-та (1953)                         |                                    |             |
| Чорно-білий                          |                                    |             |
| ★ «Злі й гарні»                      | Роберт Суртіс                      |             |
| «Широке небо»                        | Рассел Харлан                      |             |
| «Моя кузина Рейчел»                  | Джозеф Лашелл                      |             |
| «Навахо»                             | Верджил Міллер                     |             |
| «Раптовий страх»                     | Чарльз Ленг                        |             |
| Кольоровий                           |                                    |             |
| ★ «Тиха людина»                      | Вінтон Хох, Арчі Стаут             |             |
| «Ганс Крістіан Андерсен»             | Гаррі Страдлінг                    |             |
| «Айвенго»                            | Фредді Янг                         |             |
| «Русалка на мільйон доларів»         | Джордж Фолсі                       |             |
| «Сніги Кіліманджаро»                 | Леон Шамрой                        |             |
| 26-та (1954)                         |                                    |             |
| Чорно-білий                          |                                    |             |
| ★ «Звідси ‒ у вічність»              | Бернетт Гаффі                      |             |
| «Чотири плакати»                     | Гел Мор                            |             |
| «Юлій Цезар»                         | Джозеф Руттенберг                  |             |
| «Мартін Лютер»                       | Джозеф Брун                        |             |
| «Римські канікули»                   | Франц Планер, Анрі Алекан          |             |
| Кольоровий                           |                                    |             |
| ★ «Шейн»                             | Лоял Ґріґґс                        |             |
| «Всі брати були доблесними»          | Джордж Фолсі                       |             |
| «Під 12-мильним рифом»               | Едвард Кронджагер                  |             |
| «Лілі»                               | Роберт Г. Планк                    |             |
| «Халат»                              | Леон Шамрой                        |             |
| 27-ма (1955)                         |                                    |             |
| Чорно-білий                          |                                    |             |
| ★ «У порту»                          | Борис Кауфман                      |             |
| «Сільська дівчина»                   | Джон Ф. Воррен                     |             |
| «Адміністративна влада»              | Джордж Фолсі                       |             |
| «Коп-шахрай»                         | Джон Франсіс Сайтс                 |             |
| «Сабріна»                            | Чарльз Ленг                        |             |
| Кольоровий                           |                                    |             |
| ★ «Три монети у фонтані»             | Мілтон Краснер                     |             |
| «Єгиптянин»                          | Леон Шамрой                        |             |
| «Вікно у двір»                       | Роберт Беркс                       |             |
| «Сім наречених для семи братів»      | Джордж Фолсі                       |             |
| «Срібна чаша»                        | Вільям В. Скалл                    |             |
| 28-ма (1956)                         |                                    |             |
| Чорно-білий                          |                                    |             |
| ★ «Татуйована троянда»               | Джеймс Вонг Хоу                    |             |
| «Шкільні джунглі»                    | Рассел Харлан                      |             |
| «Я буду плакати завтра»              | Артур Арлінг                       |             |
| «Марті»                              | Джозеф Лашелл                      |             |
| «Королева бджіл»                     | Чарльз Ленг                        |             |
| Кольоровий                           |                                    |             |
| ★ «Спіймати злодія»                  | Роберт Беркс                       |             |
| «Хлопці та ляльки»                   | Гаррі Страдлінг                    |             |
| «Кохання — найчудовіша річ на світі» | Леон Шамрой                        |             |
| «Чоловік на ім'я Пітер»              | Гарольд Ліпштейн                   |             |
| «Оклахома!»                          | Роберт Суртіс                      |             |
| 29-та (1957)                         |                                    |             |
| Чорно-білий                          |                                    |             |
| ★ «Хтось там нагорі любить мене»     | Джозеф Руттенберг                  |             |
| «Лялечка»                            | Борис Кауфман                      |             |
| «Погане насіння»                     | Гарольд Россон                     |             |
| «Чим важче вони падають»             | Бернетт Гаффі                      |             |
| «Диліжанс до люті»                   | Волтер Стрендж                     |             |
| Кольоровий                           |                                    |             |
| ★ «Навколо світу за 80 днів»         | Лайонел Ліндон                     |             |
| «Історія Едді Дучіна»                | Гаррі Страдлінг                    |             |
| «Король і я»                         | Леон Шамрой                        |             |
| «Десять заповідей»                   | Лоял Ґріґґс                        |             |
| «Війна і мир»                        | Джек Кардіфф                       |             |
| 30-та (1958)                         |                                    |             |
| ★ «Міст через річку Квай»            | Джек Гілдьярд                      |             |
| «Роман на пам'ять»                   | Мілтон Краснер                     |             |
| «Забавне личко»                      | Рей Джун                           |             |
| «Пейтон Плейс»                       | Вільям Меллор                      |             |
| «Сайонара»                           | Еллсворт Фредрікс                  |             |
| 31-ша (1959)                         |                                    |             |
| Чорно-білий                          |                                    |             |
| ★ «Непокірні»                        | Сем Левітт                         |             |
| «Бажання під в'язами»                | Деніел Л. Фапп                     |             |
| «Я хочу жити!»                       | Лайонел Ліндон                     |             |
| «Окремі столики»                     | Чарльз Ленг                        |             |
| «Молоді леви»                        | Джозеф Макдональд                  |             |
| Кольоровий                           |                                    |             |
| ★ «Жіжі»                             | Джозеф Руттенберг                  |             |
| «Тітонька Маме»                      | Гаррі Страдлінг                    |             |
| «Кішка на розпеченому даху»          | Вільям Г. Деніелс                  |             |
| «Старий і море»                      | Джеймс Вонг Хоу                    |             |
| «Південний Тихий океан»              | Леон Шамрой                        |             |

### 1960-ті
| Церемонія                                       | Фільм                                                         | Оператор(и) |
| ----------------------------------------------- | ------------------------------------------------------------- | ----------- |
| 32-га (1960)                                    |                                                               |             |
| Чорно-білий                                     |                                                               |             |
| ★ «Щоденник Анни Франк»                         | Вільям Меллор                                                 |             |
| «Анатомія вбивства»                             | Сем Левітт                                                    |             |
| «Кар'єра»                                       | Джозеф Лашелл                                                 |             |
| «У джазі тільки дівчата»                        | Чарльз Ленг                                                   |             |
| «Молоді філадельфійці»                          | Гаррі Страдлінг                                               |             |
| Кольоровий                                      |                                                               |             |
| ★ «Бен-Гур»                                     | Роберт Суртіс                                                 |             |
| «Великий рибалка»                               | Лі Гармс                                                      |             |
| «П'ять пенні»                                   | Деніел Л. Фапп                                                |             |
| «Історія черниць»                               | Франц Планер                                                  |             |
| «Поргі та Бесс»                                 | Леон Шамрой                                                   |             |
| 33-тя (1961)                                    |                                                               |             |
| Чорно-білий                                     |                                                               |             |
| ★«Сини та коханці»                              | Фредді Френсіс                                                |             |
| «Квартира»                                      | Джозеф Лашелл                                                 |             |
| «Факти з життя»                                 | Чарльз Ленг                                                   |             |
| «Успадкувати вітер»                             | Ернест Ласло                                                  |             |
| «Психо»                                         | Джон Л. Рассел                                                |             |
| Кольоровий                                      |                                                               |             |
| ★ «Спартак»                                     | Рассел Метті                                                  |             |
| «Аламо»                                         | Вільям Клотьє                                                 |             |
| «Баттерфілд 8»                                  | Джозеф Руттенберг, Чарльз Гартен                              |             |
| «Вихід»                                         | Сем Левітт                                                    |             |
| «Пепе»                                          | Джозеф Макдональд                                             |             |
| 34-та (1962)                                    |                                                               |             |
| Чорно-білий                                     |                                                               |             |
| ★ «Більярдист»                                  | Ежен Шюффтан                                                  |             |
| «Розсіяний професор»                            | Едвард Колман                                                 |             |
| «Дитяча година»                                 | Франц Планер                                                  |             |
| «Нюрнберзький процес»                           | Ернест Ласло                                                  |             |
| «Один, два, три»                                | Деніел Л. Фапп                                                |             |
| Кольоровий                                      |                                                               |             |
| ★ «Вестсайдська історія»                        | Деніел Л. Фапп                                                |             |
| «Фанні»                                         | Джек Кардіфф                                                  |             |
| «Пісня квіткового барабана»                     | Рассел Метті                                                  |             |
| «Більшість з одного»                            | Гаррі Страдлінг                                               |             |
| «Одноокий Джек»                                 | Чарльз Ленг                                                   |             |
| 35-та (1963)                                    |                                                               |             |
| Чорно-білий                                     |                                                               |             |
| ★ «Найдовший день»                              | Жан Бургуан, Вальтер Воттіц                                   |             |
| «Птахолов з Алькатраса»                         | Бернетт Гаффі                                                 |             |
| «Убити пересмішника»                            | Рассел Харлан                                                 |             |
| «Двоє на гойдалці»                              | Тед МакКорд                                                   |             |
| «Що сталося з Бебі Джейн?»                      | Ернест Галлер                                                 |             |
| Кольоровий                                      |                                                               |             |
| ★ «Лоуренс Аравійський»                         | Фредді Янг                                                    |             |
| «Циганка»                                       | Гаррі Страдлінг                                               |             |
| «Хатарі!»                                       | Рассел Харлан                                                 |             |
| «Заколот на „Баунті“»                           | Роберт Суртіс                                                 |             |
| «Дивовижний світ братів Грімм»                  | Пол Фогель                                                    |             |
| 36-та (1964)                                    |                                                               |             |
| Чорно-білий                                     |                                                               |             |
| ★ «Худ»                                         | Джеймс Вонг Хоу                                               |             |
| «Балкон»                                        | Джордж Фолсі                                                  |             |
| «Сторож»                                        | Люсьєн Баллард                                                |             |
| «Польові конвалії»                              | Ернест Галлер                                                 |             |
| «Кохання з правильним незнайомцем»              | Мілтон Краснер                                                |             |
| Кольоровий                                      |                                                               |             |
| ★ «Клеопатра»                                   | Леон Шамрой                                                   |             |
| «Кардинал»                                      | Леон Шамрой                                                   |             |
| «Як підкорили Захід»                            | Вільям Г. Деніелс, Мілтон Краснер, Чарльз Ленг, Джозеф Лашелл |             |
| «Ірма ла Дуче»                                  | Джозеф Лашелл                                                 |             |
| «Цей шалений, шалений, шалений, шалений світ»   | Ернест Ласло                                                  |             |
| 37-ма (1965)                                    |                                                               |             |
| Чорно-білий                                     |                                                               |             |
| ★ «Грек Зорба»                                  | Волтер Лассалі                                                |             |
| «Американізація Емілі»                          | Філіп Латроп                                                  |             |
| «Доля — мисливець»                              | Мілтон Краснер                                                |             |
| «Тихше, тихше, мила Шарлотто»                   | Джозеф Бірок                                                  |             |
| «Ніч ігуани»                                    | Габріель Фігероа                                              |             |
| Кольоровий                                      |                                                               |             |
| ★ «Моя чарівна леді»                            | Гаррі Страдлінг                                               |             |
| «Бекет»                                         | Джеффрі Ансворт                                               |             |
| «Шайєннська осінь»                              | Вільям Клотьє                                                 |             |
| «Мері Поппінс»                                  | Едвард Колман                                                 |             |
| «Непотоплювана Моллі Браун»                     | Деніел Л. Фапп                                                |             |
| 38-ма (1966)                                    |                                                               |             |
| Чорно-білий                                     |                                                               |             |
| ★ «Корабель дурнів»                             | Ернест Ласло                                                  |             |
| «На шляху до зла»                               | Лоял Ґріґґс                                                   |             |
| «Король Щур»                                    | Бернетт Гаффі                                                 |             |
| «Морітурі»                                      | Конрад Холл                                                   |             |
| «Клаптик блакиті»                               | Роберт Беркс                                                  |             |
| Кольоровий                                      |                                                               |             |
| ★ «Доктор Живаго»                               | Фредді Янг                                                    |             |
| «Агонія та екстаз»                              | Леон Шамрой                                                   |             |
| «Великі перегони»                               | Рассел Харлан                                                 |             |
| «Найвеличніша історія з коли-небудь розказаних» | Вільям Меллор, Лоял Ґріґґс                                    |             |
| «Звуки музики»                                  | Тед Маккорд                                                   |             |
| 39-та (1967)                                    |                                                               |             |
| Чорно-білий                                     |                                                               |             |
| ★ «Хто боїться Вірджинії Вульф»                 | Хаскелл Векслер                                               |             |
| «Печиво з передбаченнями»                       | Джозеф Лашелл                                                 |             |
| «Дівчинка Джорджія»                             | Кеннет Хіггінс                                                |             |
| «Чи горить Париж?»                              | Марсель Гріньйон                                              |             |
| «Другі»                                         | Джеймс Вонг Хоу                                               |             |
| Кольоровий                                      |                                                               |             |
| ★ «Людина на всі часи»                          | Тед Мур                                                       |             |
| «Фантастична подорож»                           | Ернест Ласло                                                  |             |
| «Гаваї»                                         | Рассел Харлан                                                 |             |
| «Професіонали»                                  | Конрад Холл                                                   |             |
| «Піщана галька»                                 | Джозеф Макдональд                                             |             |
| 40-ва (1968)                                    |                                                               |             |
| ★ «Бонні та Клайд»                              | Бернетт Гаффі                                                 |             |
| «Камелот»                                       | Річард Клайн                                                  |             |
| «Доктор Дуліттл»                                | Роберт Суртіс                                                 |             |
| «Випускник»                                     | Роберт Суртіс                                                 |             |
| «Холоднокровно»                                 | Конрад Холл                                                   |             |
| 41-ша (1969)                                    |                                                               |             |
| ★ «Ромео і Джульєтта»                           | Паскуаліно де Сантіс                                          |             |
| «Смішна дівчина»                                | Гаррі Страдлінг                                               |             |
| «Льодова станція Зебра»                         | Деніел Л. Фапп                                                |             |
| «Олівер!»                                       | Освальд Морріс                                                |             |
| «Зірка!»                                        | Ернест Ласло                                                  |             |

### 1970-ті
| Церемонія                          | Фільм                                                        | Оператор(и) |
| ---------------------------------- | ------------------------------------------------------------ | ----------- |
| 42-га (1970)                       |                                                              |             |
| ★ «Буч Кессіді і Санденс Кід»      | Конрад Холл                                                  |             |
| «Анна на тисячу днів»              | Артур Іббетсон                                               |             |
| «Боб і Керол, Тед і Еліс»          | Чарльз Ленг                                                  |             |
| «Привіт, лялечко!»                 | Гаррі Страдлінг                                              |             |
| «Залишені»                         | Деніел Л. Фапп                                               |             |
| 43-тя (1971)                       |                                                              |             |
| ★ «Дочка Раяна»                    | Фредді Янг                                                   |             |
| «Аеропорт»                         | Ернест Ласло                                                 |             |
| «Паттон»                           | Фред Дж. Кенекамп                                            |             |
| «Тора! Тора! Тора!»                | Осаму Фуруя, Шінсаку Хімеда, Масамічі Сатох, Чарльз Ф. Вілер |             |
| «Закохані жінки»                   | Біллі Вільямс                                                |             |
| 44-та (1972)                       |                                                              |             |
| ★ «Скрипаль на даху»               | Освальд Морріс                                               |             |
| «Французький зв'язковий»           | Оувен Ройзман                                                |             |
| «Останній кіносеанс»               | Роберт Суртіс                                                |             |
| «Микола і Олександра»              | Фредді Янг                                                   |             |
| «Літо 42-го»                       | Роберт Суртіс                                                |             |
| 45-та (1973)                       |                                                              |             |
| ★ «Кабаре»                         | Джеффрі Ансворт                                              |             |
| «1776»                             | Гаррі Страдлінг-молодший                                     |             |
| «Метелики вільні»                  | Чарльз Ленг                                                  |             |
| «Пригоди „Посейдона“»              | Гарольд Стін                                                 |             |
| «Подорожі з моєю тіткою»           | Дуглас Слокомб                                               |             |
| 46-та (1974)                       |                                                              |             |
| ★ «Шепіт і крик»                   | Свен Нюквіст                                                 |             |
| «Екзорцист»                        | Оувен Ройзман                                                |             |
| «Чайка Джонатан Лівінгстон»        | Джек Куффер                                                  |             |
| «Афера»                            | Роберт Суртіс                                                |             |
| «Якими ми були»                    | Гаррі Страдлінг-молодший                                     |             |
| 47-ма (1975)                       |                                                              |             |
| ★ «Пекло в піднебессі»             | Фред Дж. Кенекамп, Джозеф Бірок                              |             |
| «Чайнатаун»                        | Джон А. Алонзо                                               |             |
| «Землетрус»                        | Філіп Латроп                                                 |             |
| «Ленні»                            | Брюс Суртіс                                                  |             |
| «Вбивство у Східному експресі»     | Джеффрі Ансворт                                              |             |
| 48-ма (1976)                       |                                                              |             |
| ★ «Баррі Ліндон»                   | Джон Алькотт                                                 |             |
| «День сарани»                      | Конрад Холл                                                  |             |
| «Смішна леді»                      | Джеймс Вонг Хоу                                              |             |
| «Гінденбург»                       | Роберт Суртіс                                                |             |
| «Пролітаючи над гніздом зозулі»    | Гаскелл Векслер, Білл Батлер                                 |             |
| 49-та (1977)                       |                                                              |             |
| ★ «По дорозі до слави»             | Гаскелл Векслер                                              |             |
| «Кінг-Конг»                        | Річард Г. Клайн                                              |             |
| «Втеча Логана»                     | Ернест Ласло                                                 |             |
| «Телемережа»                       | Оувен Ройзман                                                |             |
| «Народження зірки»                 | Роберт Суртіс                                                |             |
| 50-та (1978)                       |                                                              |             |
| ★ «Близькі контакти третього роду» | Вілмос Зіґмонд                                               |             |
| «Острови поміж течій»              | Фред Дж. Кенекамп                                            |             |
| «Джулія»                           | Дуглас Слокомб                                               |             |
| «У пошуках пана Гудбара»           | Вільям Фрейкер                                               |             |
| «Переломний момент»                | Роберт Суртіс                                                |             |
| 51-ша (1979)                       |                                                              |             |
| ★ «Дні жнив»                       | Нестор Альмендрос                                            |             |
| «Мисливець на оленів»              | Вілмос Зігмонд                                               |             |
| «Небеса можуть почекати»           | Вільям Фрейкер                                               |             |
| «У той же час, наступного року»    | Роберт Суртіс                                                |             |
| «Віз»                              | Освальд Морріс                                               |             |

### 1980-ті
| Церемонія                                     | Фільм                                      | Оператор(и) |
| --------------------------------------------- | ------------------------------------------ | ----------- |
| 52-га (1980)                                  |                                            |             |
| ★ «Апокаліпсис сьогодні»                      | Вітторіо Стораро                           |             |
| «1941»                                        | Вільям Фрейкер                             |             |
| «Весь цей джаз»                               | Джузеппе Ротунно                           |             |
| «Чорна діра»                                  | Френк В. Філліпс                           |             |
| «Крамер проти Крамера»                        | Нестор Альмендрос                          |             |
| 53-тя (1981)                                  |                                            |             |
| ★ «Тесс»                                      | Джеффрі Ансворт, Гіслен Клоке              |             |
| «Блакитна лагуна»                             | Нестор Альмендрос                          |             |
| «Дочка шахтаря»                               | Ральф Д. Боде                              |             |
| «Формула»                                     | Джеймс Крейб                               |             |
| «Скажений бик»                                | Майкл Чепмен                               |             |
| 54-та (1982)                                  |                                            |             |
| ★ «Червоні»                                   | Вітторіо Стораро                           |             |
| «Екскалібур»                                  | Алекс Томсон                               |             |
| «На золотому озері»                           | Біллі Вільямс                              |             |
| «Регтайм»                                     | Мирослав Ондржичек                         |             |
| «Індіана Джонс: У пошуках втраченого ковчега» | Дуглас Слокомб                             |             |
| 55-та (1983)                                  |                                            |             |
| ★ «Ганді»                                     | Біллі Вільямс, Ронні Тейлор                |             |
| «Підводний човен»                             | Йост Вакано                                |             |
| «Іншопланетянин»                              | Аллен Давіау                               |             |
| «Вибір Софії»                                 | Нестор Альмендрос                          |             |
| «Тутсі»                                       | Оувен Ройзман                              |             |
| 56-та (1984)                                  |                                            |             |
| ★ «Фанні та Олександр»                        | Свен Нюквіст                               |             |
| «Танець-спалах»                               | Дональд Петерман                           |             |
| «Справжні чоловіки»                           | Калеб Дешанель                             |             |
| «Воєнні ігри»                                 | Вільям Фрейкер                             |             |
| «Зеліг»                                       | Гордон Вілліс                              |             |
| 57-ма (1985)                                  |                                            |             |
| ★ «Поля смерті»                               | Кріс Менгес                                |             |
| «Амадей»                                      | Мирослав Ондржичек                         |             |
| «Природний дар»                               | Калеб Дешанель                             |             |
| «Поїздка до Індії»                            | Ернест Дей                                 |             |
| «Річка»                                       | Вілмос Зігмонд                             |             |
| 58-ма (1986)                                  |                                            |             |
| ★ «З Африки»                                  | Девід Воткін                               |             |
| «Барва пурпурова»                             | Аллен Давіау                               |             |
| «Роман Мерфі»                                 | Вільям Фрейкер                             |             |
| «Ран»                                         | Такао Сайто, Масахару Уеда, Асакадзу Накаї |             |
| «Свідок»                                      | Джон Сіл                                   |             |
| 59-та (1987)                                  |                                            |             |
| ★ «Місія»                                     | Кріс Менгес                                |             |
| «Пеґґі Сью вийшла заміж»                      | Джордан Кроненвет                          |             |
| «Взвод»                                       | Роберт Річардсон                           |             |
| «Кімната з видом»                             | Тоні Пірс-Робертс                          |             |
| «Зоряний шлях 4: Подорож додому»              | Дональд Пітерман                           |             |
| 60-та (1988)                                  |                                            |             |
| ★ «Останній імператор»                        | Вітторіо Стораро                           |             |
| «Теленовини»                                  | Майкл Баллхаус                             |             |
| «Імперія сонця»                               | Аллен Давіо                                |             |
| «Надія і слава»                               | Філіп Руссело                              |             |
| «Мейтван»                                     | Хаскелл Векслер                            |             |
| 61-ша (1989)                                  |                                            |             |
| ★ «Міссісіпі у вогні»                         | Пітер Бізіу                                |             |
| «Людина дощу»                                 | Джон Сіл                                   |             |
| «Текіла: Схід сонця»                          | Конрад Холл                                |             |
| «Нестерпна легкість буття»                    | Свен Нюквіст                               |             |
| «Хто підставив кролика Роджера»               | Дін Канді                                  |             |

### 1990-ті
| Церемонія                               | Фільм              | Оператор(и) |
| --------------------------------------- | ------------------ | ----------- |
| 62-га (1990)                            |                    |             |
| ★ «Слава»                               | Фредді Френсіс     |             |
| «Безодня»                               | Мікаель Саломон    |             |
| «Полум'я»                               | Хаскелл Векслер    |             |
| «Народжений четвертого липня»           | Роберт Річардсон   |             |
| «Казкові хлопчики-пекарі»               | Майкл Баллхаус     |             |
| 63-тя (1991)                            |                    |             |
| ★ «Той, що танцює з вовками»            | Дін Семлер         |             |
| «Авалон»                                | Аллен Давіо        |             |
| «Дік Трейсі»                            | Вітторіо Стораро   |             |
| «Хрещений батько 3»                     | Гордон Вілліс      |             |
| «Генрі та Джун»                         | Філіп Руссело      |             |
| 64-та (1992)                            |                    |             |
| ★ «Джон Ф. Кеннеді. Постріли в Далласі» | Роберт Річардсон   |             |
| «Багсі»                                 | Аллен Давіо        |             |
| «Принц припливів»                       | Стівен Голдблатт   |             |
| «Термінатор 2: Судний день»             | Адам Ґрінберґ      |             |
| «Тельма і Луїза»                        | Едріан Біддл       |             |
| 65-та (1993)                            |                    |             |
| ★ «Там, де тече річка»                  | Філіп Руссело      |             |
| «Гоффа»                                 | Стівен Г. Бурум    |             |
| «Маєток Говардс Енд»                    | Тоні Пірс-Робертс  |             |
| «Коханець»                              | Роберт Фрейсс      |             |
| «Непрощений»                            | Джек Н. Ґрін       |             |
| 66-та (1994)                            |                    |             |
| ★ «Список Шиндлера»                     | Януш Камінський    |             |
| «Прощавай, моя наложнице»               | Гу Чангвей         |             |
| «У пошуках Боббі Фішера»                | Конрад Голл        |             |
| «Утікач»                                | Майкл Чепмен       |             |
| «Фортепіано»                            | Стюарт Драйбург    |             |
| 67-ма (1995)                            |                    |             |
| ★ «Легенди осені»                       | Джон Толл          |             |
| «Ваєтт Ерп»                             | Оуен Ройзман       |             |
| «Втеча з Шоушенка»                      | Роджер Дікінс      |             |
| «Три кольори: Червоний»                 | Петро Собоцінський |             |
| «Форрест Ґамп»                          | Дон Берджесс       |             |
| 68-ма (1996)                            |                    |             |
| ★ «Хоробре серце»                       | Джон Толл          |             |
| «Бетмен назавжди»                       | Стівен Голдблат    |             |
| «Чуття і чуттєвість»                    | Майкл Коултер      |             |
| «Маленька принцеса»                     | Еммануель Любецкі  |             |
| «Шанхайська тріада»                     | Лу Юе              |             |
| 69-та (1997)                            |                    |             |
| ★ «Англійський пацієнт»                 | Джон Сіл           |             |
| «Евіта»                                 | Даріус Хонджі      |             |
| «Майкл Коллінз»                         | Кріс Менгес        |             |
| «Фарґо»                                 | Роджер Дікінс      |             |
| «Відлітайте додому»                     | Калеб Дешанель     |             |
| 70-та (1998)                            |                    |             |
| ★ «Титанік»                             | Рассел Карпентер   |             |
| «Амістад»                               | Януш Камінський    |             |
| «Крила голубки»                         | Едуардо Серра      |             |
| «Таємниці Лос-Анджелеса»                | Данте Спінотті     |             |
| «Кундун»                                | Роджер Дікінс      |             |
| 71-ша (1999)                            |                    |             |
| ★ «Врятувати рядового Раяна»            | Януш Камінський    |             |
| «Єлизавета»                             | Ремі Адефрасін     |             |
| «Закоханий Шекспір»                     | Річард Гретрекс    |             |
| «Тонка червона лінія»                   | Джон Толл          |             |
| «Цивільний позов»                       | Конрад Голл        |             |

### 2000-ні
| Церемонія                                       | Фільм                      | Оператор(и) |
| ----------------------------------------------- | -------------------------- | ----------- |
| 72-га (2000)                                    |                            |             |
| ★ «Краса по-американськи»                       | Конрад Голл                |             |
| «Кінець роману»                                 | Роджер Претт               |             |
| «Своя людина»                                   | Данте Спінотті             |             |
| «Сонна лощина»                                  | Еммануель Любецки          |             |
| «Засніжені кедри»                               | Роберт Річардсон           |             |
| 73-тя (2001)                                    |                            |             |
| ★ «Тигр, що підкрадається, дракон, що зачаївся» | Пітер Пау                  |             |
| «Гладіатор»                                     | Джон Метісон               |             |
| «Малена»                                        | Лайош Колтаї               |             |
| «О, де ж ти, брате?»                            | Роджер Дікінс              |             |
| «Патріот»                                       | Калеб Дешанель             |             |
| 74-та (2002)                                    |                            |             |
| ★ «Володар перснів: Братерство персня»          | Ендрю Лесні                |             |
| «Амелі»                                         | Бруно Дельбоннель          |             |
| «Падіння „Чорного яструба“»                     | Славомір Ідзяк             |             |
| «Людина, якої не було»                          | Роджер Дікінс              |             |
| «Мулен Руж!»                                    | Дональд Макальпін          |             |
| 75-та (2003)                                    |                            |             |
| ★ «Проклятий шлях»                              | † Конрад Голл              |             |
| «Чикаго»                                        | Діон Бібі                  |             |
| «Далеко від раю»                                | Едвард Лекман              |             |
| «Банди Нью-Йорка»                               | Міхаель Балльгаус          |             |
| «Піаніст»                                       | Павел Едельман             |             |
| 76-та (2004)                                    |                            |             |
| ★ «Володар морів»                               | Рассел Бойд                |             |
| «Місто Бога»                                    | Сесар Чарлоне              |             |
| «Холодна гора»                                  | Джон Сил                   |             |
| «Дівчина з перлинною сережкою»                  | Едуарду Серра              |             |
| «Фаворит»                                       | Джон Шварцман              |             |
| 77-ма (2005)                                    |                            |             |
| ★ «Авіатор»                                     | Роберт Річардсон           |             |
| «Будинок літаючих кинджалів»                    | Чжао Сяодін                |             |
| «Страсті Христові»                              | Калеб Дешанель             |             |
| «Привид Опери»                                  | Джон Метісон               |             |
| «Тривалі заручини»                              | Бруно Дельбоннель          |             |
| 78-ма (2006)                                    |                            |             |
| ★ «Мемуари гейші»                               | Діон Бібі                  |             |
| «Бетмен: Початок»                               | Воллі Пфістер              |             |
| «Горбата гора»                                  | Родріго Прієто             |             |
| «Доброї ночі і удачі»                           | Роберт Елсвіт              |             |
| «Новий Світ»                                    | Еммануель Любецкі          |             |
| 79-та (2007)                                    |                            |             |
| ★ «Лабіринт Фавна»                              | Гільєрмо Наварро           |             |
| «Чорна орхідея»                                 | Вілмош Жигмонд             |             |
| «Останній нащадок Землі»                        | Еммануель Любецкі          |             |
| «Ілюзіоніст»                                    | Дік Поуп                   |             |
| «Престиж»                                       | Воллі Пфістер              |             |
| 80-та (2008)                                    |                            |             |
| ★ «Нафта»                                       | Роберт Елсвіт              |             |
| «Як боязкий Роберт Форд убив Джессі Джеймса»    | Роджер Дікінс              |             |
| «Спокута»                                       | Шеймас Макгарві            |             |
| «Скафандр та метелик»                           | Януш Камінський            |             |
| «Старим тут не місце»                           | Роджер Дікінс              |             |
| 81-ша (2009)                                    |                            |             |
| ★ «Мільйонер із нетрів»                         | Ентоні Дод Ментл           |             |
| «Підміна»                                       | Том Штерн                  |             |
| «Загадкова історія Бенджаміна Баттона»          | Клаудіо Міранда            |             |
| «Темний лицар»                                  | Воллі Пфістер              |             |
| «Читець»                                        | Кріс Менгес, Роджер Дікінс |             |

### 2010-ті
| Церемонія                           | Фільм                         | Оператор(и) |
| ----------------------------------- | ----------------------------- | ----------- |
| 82-га (2010)                        |                               |             |
| ★ «Аватар»                          | Мауро Фіоре                   |             |
| «Біла стрічка»                      | Крістіан Бергер               |             |
| «Безславні виродки»                 | Роберт Річардсон              |             |
| «Гаррі Поттер і Напівкровний Принц» | Бруно Дельбоннель             |             |
| «Володар бурі»                      | Баррі Екройд                  |             |
| 83-тя (2011)                        |                               |             |
| ★ «Початок»                         | Воллі Пфістер                 |             |
| «Чорний лебідь»                     | Метью Лібатик                 |             |
| «Король говорить»                   | Денні Коен                    |             |
| «Соціальна мережа»                  | Джефф Кроненвет               |             |
| «Залізна хватка»                    | Роджер Дікінс                 |             |
| 84-та (2012)                        |                               |             |
| ★ «Хранитель часу»                  | Роберт Ричардсон              |             |
| «Артист»                            | Гійом Шифман                  |             |
| «Дівчина з татуюванням дракона»     | Джефф Кроненвет               |             |
| «Древо життя»                       | Еммануель Любецкі             |             |
| «Бойовий кінь»                      | Януш Камінскі                 |             |
| 85-та (2013)                        |                               |             |
| ★ «Життя Пі»                        | Клаудіо Міранда               |             |
| «Анна Кареніна»                     | Сеамус Макгарвей              |             |
| «Джанґо вільний»                    | Роберт Річардсон              |             |
| «Лінкольн»                          | Януш Камінський               |             |
| «007: Координати „Скайфолл“»        | Роджер Дікінс                 |             |
| 86-та (2014)                        |                               |             |
| ★ «Гравітація»                      | Еммануель Любецкі             |             |
| «Великі майстри»                    | Філіпп Ле Сурд                |             |
| «Всередині Л'ювіна Девіса»          | Бруно Дельбоннель             |             |
| «Небраска»                          | Фідон Папамайкл               |             |
| «Полонянки»                         | Роджер Дікінс                 |             |
| 87-ма (2015)                        |                               |             |
| ★ «Бердмен»                         | Еммануель Любецкі             |             |
| «Готель „Ґранд Будапешт“»           | Роберт Йомен                  |             |
| «Іда»                               | Лукаш Зал, Ришард Лєнчевскікі |             |
| «Містер Тернер»                     | Дік Поуп                      |             |
| «Нескорений»                        | Роджер Дікінс                 |             |
| 88-ма (2016)                        |                               |             |
| ★ «Легенда Г'ю Гласса»              | Еммануель Любецкі             |             |
| «Керол»                             | Едвард Лекмен                 |             |
| «Мерзенна вісімка»                  | Роберт Річардсон              |             |
| «Шалений Макс: Дорога гніву»        | Джон Сіл                      |             |
| «Сікаріо»                           | Роджер Дікінс                 |             |
| 89-та (2017)                        |                               |             |
| ★ «Ла-Ла Ленд»                      | Лінус Сандгрен                |             |
| «Мовчання»                          | Родріго Прієто                |             |
| «Місячне сяйво»                     | Джеймс Лекстон                |             |
| «Лев»                               | Ґреґ Фрейзер                  |             |
| «Прибуття»                          | Бредфорд Янг                  |             |
| 90-та (2018)                        |                               |             |
| ★ «Той, хто біжить по лезу 2049»    | Роджер Дікінс                 |             |
| «Темні часи»                        | Бруно Дельбоннель             |             |
| «Дюнкерк»                           | Гойте ван Гойтема             |             |
| «Форма води»                        | Дан Лаустсен                  |             |
| «Ферма „Мадбаунд“»                  | Рейчел Моррісон               |             |
| 91-ша (2019)                        |                               |             |
| ★ «Рома»                            | Альфонсо Куарон               |             |
| «Робота без авторства»              | Калеб Дешанель                |             |
| «Холодна війна»                     | Лукаш Зал                     |             |
| «Народження зірки»                  | Меттью Лібатік                |             |
| «Фаворитка»                         | Роббі Раян                    |             |

### 2020-ті
| Церемонія                        | Фільм                 | Оператор |
| -------------------------------- | --------------------- | -------- |
| 92-га (2020)                     |                       |          |
| ★ «1917»                         | Роджер Дікінс         |          |
| «Ірландець»                      | Родріго Пріето        |          |
| «Джокер»                         | Лоуренс Шер           |          |
| «Маяк»                           | Джарін Блашке         |          |
| «Одного разу в… Голлівуді»       | Роберт Річардсон      |          |
| 93-тя (2021)                     |                       |          |
| ★ «Манк»                         | Ерік Мессершмідт      |          |
| «Земля кочівників»               | Джошуа Джеймс Річардс |          |
| «Новини світу»                   | Даріуш Вольський      |          |
| «Суд над чиказькою сімкою»       | Фідон Папамайкл       |          |
| «Юда і Чорний Месія»             | Шон Боббітт           |          |
| 94-та (2022)                     |                       |          |
| ★ «Дюна»                         | Ґреґ Фрейзер          |          |
| «Алея жаху»                      | Ден Лаустсен          |          |
| «Вестсайдська історія»           | Януш Камінський       |          |
| «Макбет»                         | Бруно Дельбоннель     |          |
| «У руках пса»                    | Арі Вегнер            |          |
| 95-та (2023)                     |                       |          |
| ★ «На Західному фронті без змін» | Джеймс Френд          |          |
| «Бардо»                          | Даріус Хонджі         |          |
| «Елвіс»                          | Менді Вокер           |          |
| «Імперія світла»                 | Роджер Дікінс         |          |
| «Тар»                            | Флоріан Гоффмейстер   |          |
| 96-та (2024)                     |                       |          |
| ★ «Бідолахи»                     | Роббі Раян            |          |
| «Вбивці квіткової повні»         | Родріго Прієто        |          |
| «Граф»                           | Едвард Лахман         |          |
| «Маестро»                        | Метью Лібатік         |          |
| «Оппенгеймер»                    | Хойт ван Хойтема      |          |
| 97-ма (2025)                     |                       |          |
| ★ «Бруталіст»                    | Лол Кроулі            |          |
| «Дюна: Частина друга»            | Ґреґ Фрейзер          |          |
| «Емілія Перес»                   | Поль Гійом            |          |
| «Марія»                          | Едвард Лекмен         |          |
| «Носферату»                      | Джарін Блашке         |          |